# Lindebergska skolan

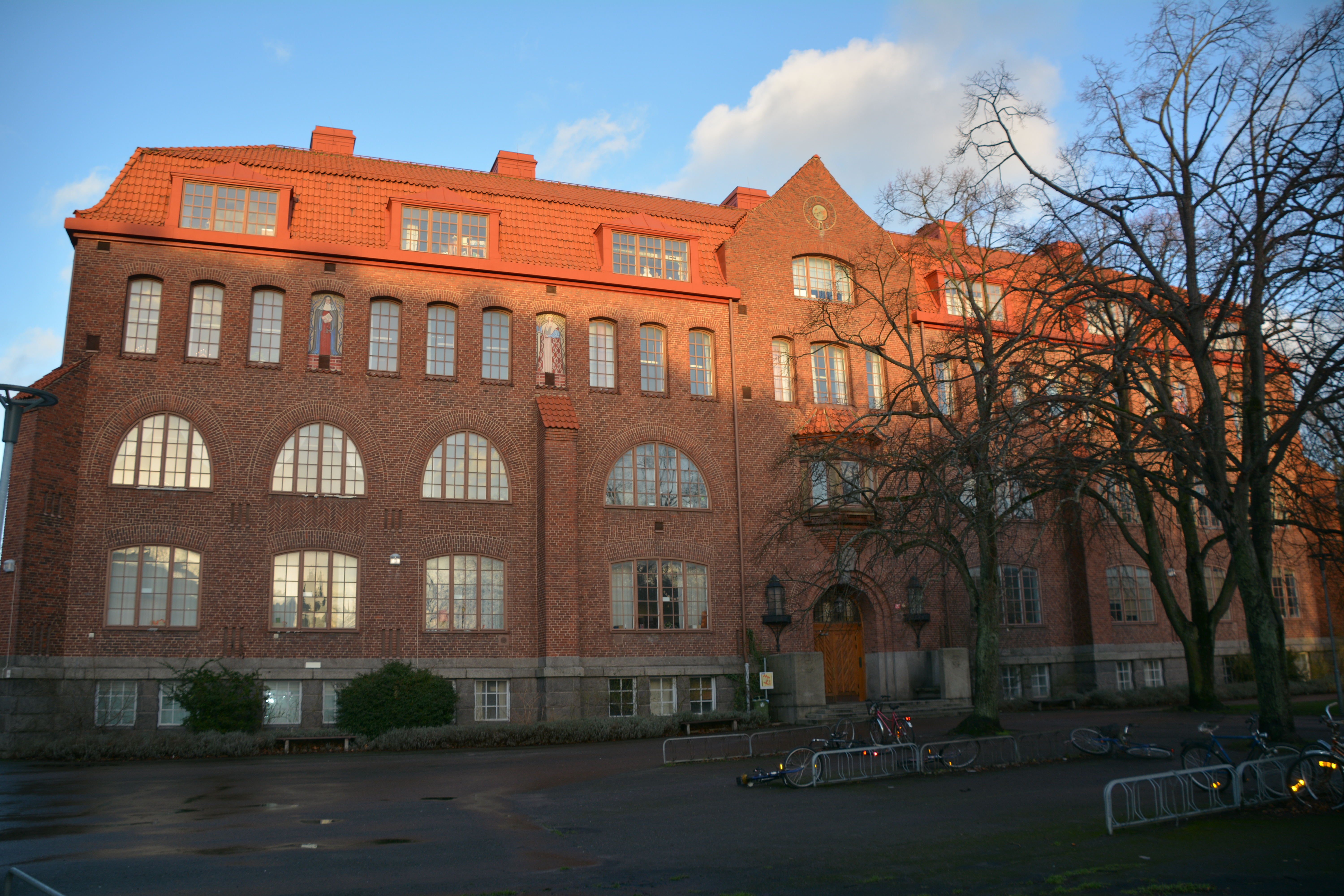
Lindebergska skolan, 2014

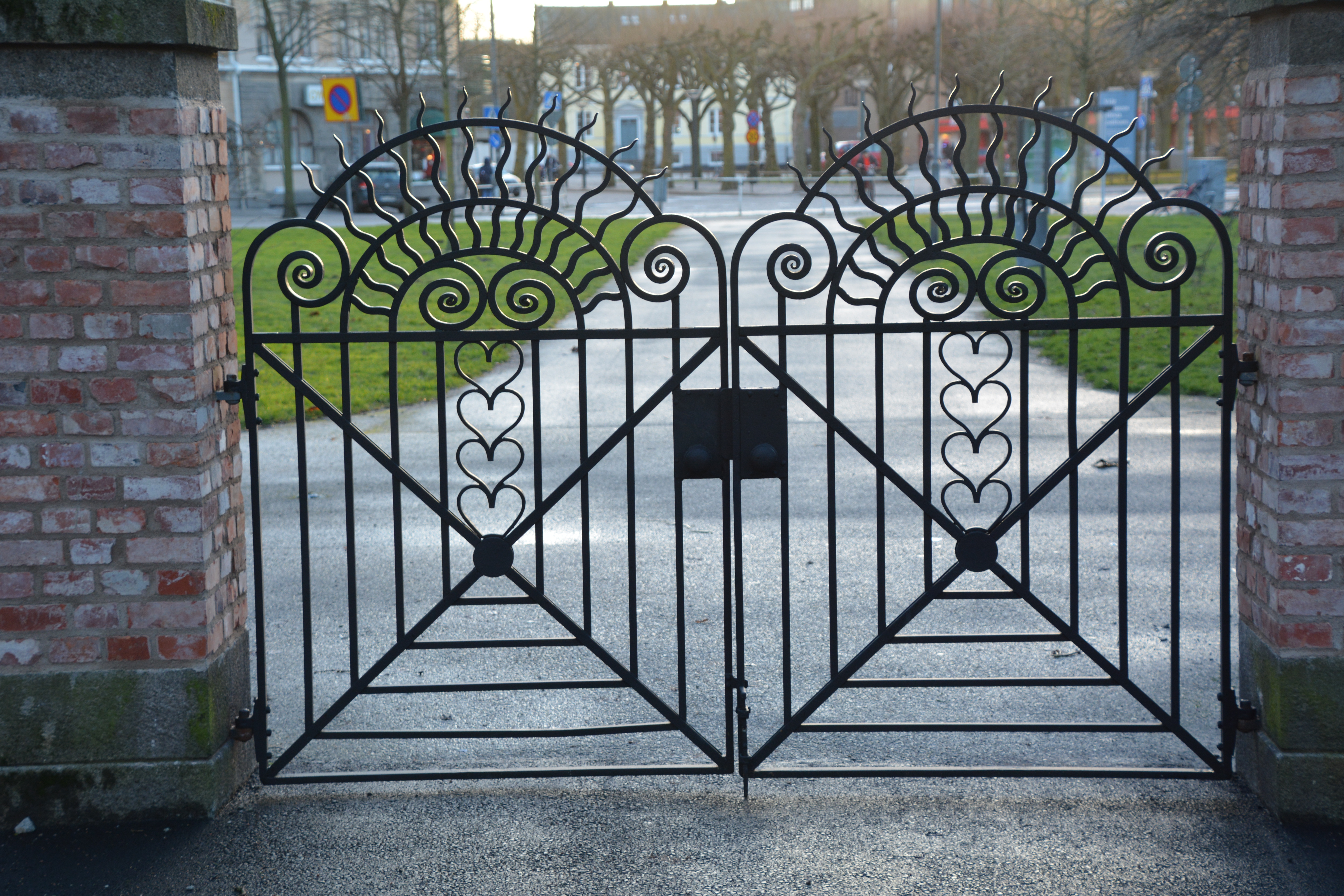
Smidesgrindar mot Clemenstorget

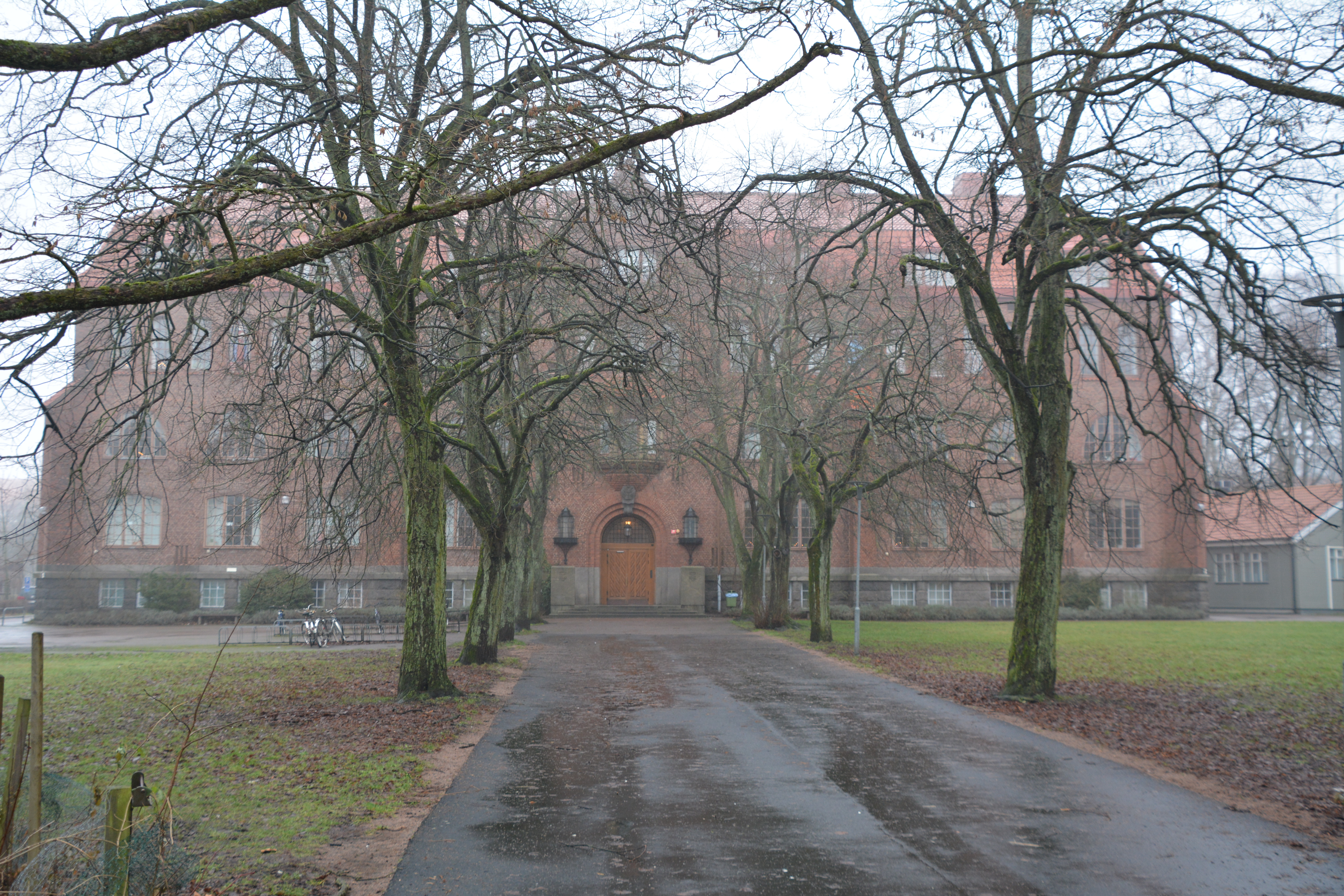
Lindebergska skolan, sedd från Clemenstorget, med parken framför skolan

Lindebergska skolan är en skolbyggnad på Kråkelyckan i Lund, som uppfördes 1914–16 efter ritningar av Hagström & Ekman i Stockholm.

## Historik
Skolan uppfördes ursprungligen för Lunds fullständiga läroverk för flickor, vilket också fick namnet Lindebergska skolan efter skolans rektor, eller föreståndarinna, från 1905, Elisabet Lindeberg.
Den stora tomten i sydvästra hörnet av det stora kvarteret Kråkelyckan, vid hörnet Sankt Laurentiigatan/Karl XI:s gata, donerades av paret Lilly och August Quennerstedt. Dessa bodde i Quennerstedtska villan i den nordöstra delen av det av dem till största delen ägda kvarteret. Ungefär samtidigt donerade de en stor granntomt för uppförande av Ribbingska sjukhemmet, och Lilly Quennerstedt skulle senare också donera granntomten mot Sankt Laurentiigatan till Lunds universitet för uppförande av Lunds studentskegård.
Byggherre var Läroverksföreningen i Lund. Initiativet till detta Lunds andra högre elementarläroverk för flickor togs 1880 av Martin Weibull. Skolan hade etablerats genom att överta Eggerska flickskolan vid Mårtenstorget och från 1882 varit förlagd till en av staden ägd fastighet vid Sankt Petri Kyrkogata. Emma Hultman blev dess första föreståndare, från 1886 avlöst av Selma Lindström. Den fick statsanslag 1884, normalskolekompetens 1909, gymnasium med dimissionsrätt 1912.
I samband med en skolreform 1927 avseende kommunalisering av flickskolorna, slogs Lindebergska skolan 1933 samman med det andra flickläroverket i Lund, den 1871 grundade Rönströmska skolan (Högre Elementarskolan i Lund för flickor), till Lunds kommunala flickskola. Samma år övertogs också skolbyggnaden av Lunds kommun. Successivt från 1947 ombildades flickskolan till Lunds samrealskola som upphörde 1962. Byggnaden utnyttjas numera av bland Kulturskolan i Lund och Lars-Erik Larsson-gymnasiet.
Byggnaden är uppförd med en fasad i rött tegel från Kaniks tegelbruk i Flädie. Högt uppe på fasaden har Olle Hjortzberg målat porträtt al fresco av Heliga Birgitta, Kristina Gyllenstierna, Hedvig Eleonora och Fredrika Bremer i fyra nischer.

## Fotogalleri

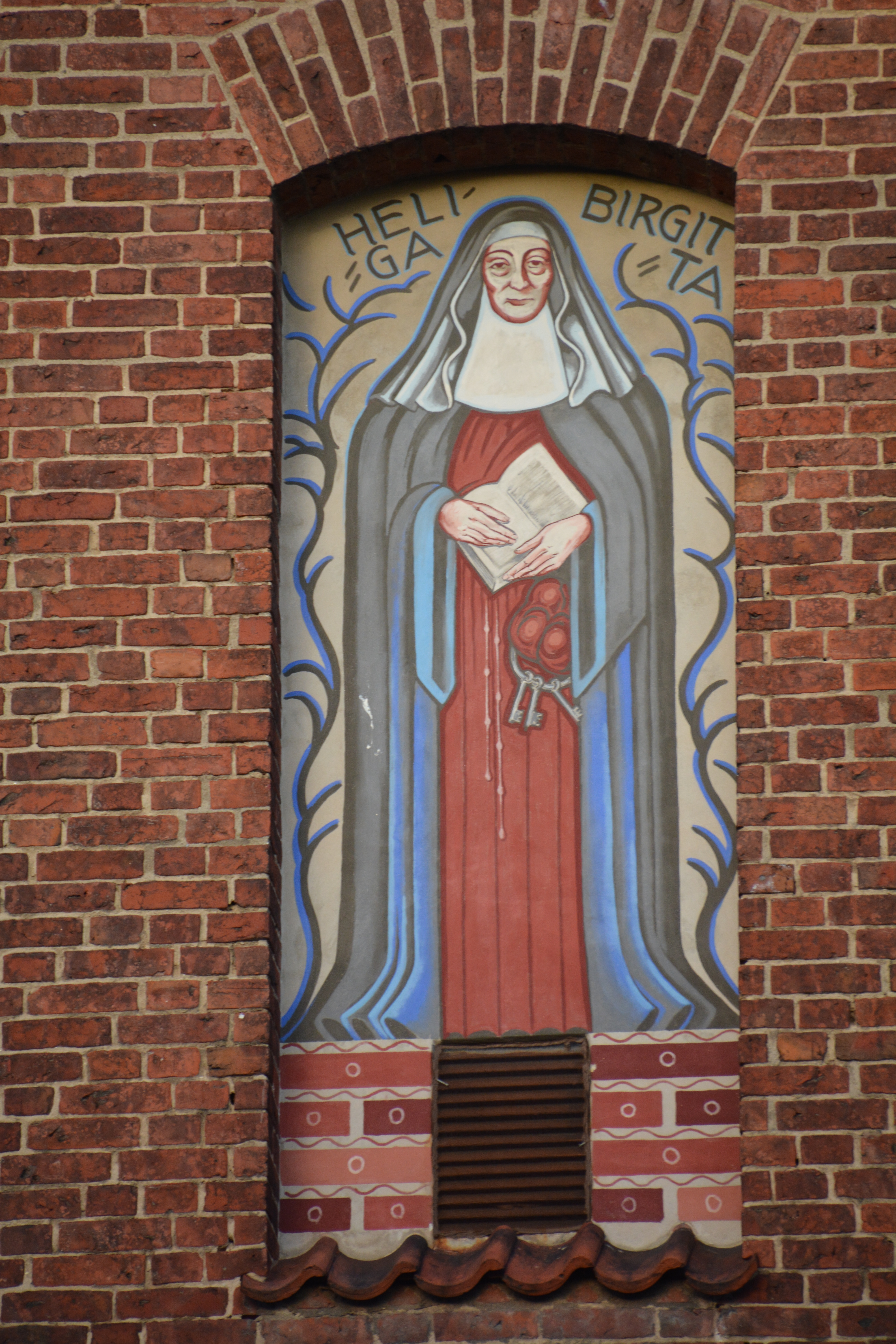
Heliga Birgitta av Olle Hjortzberg
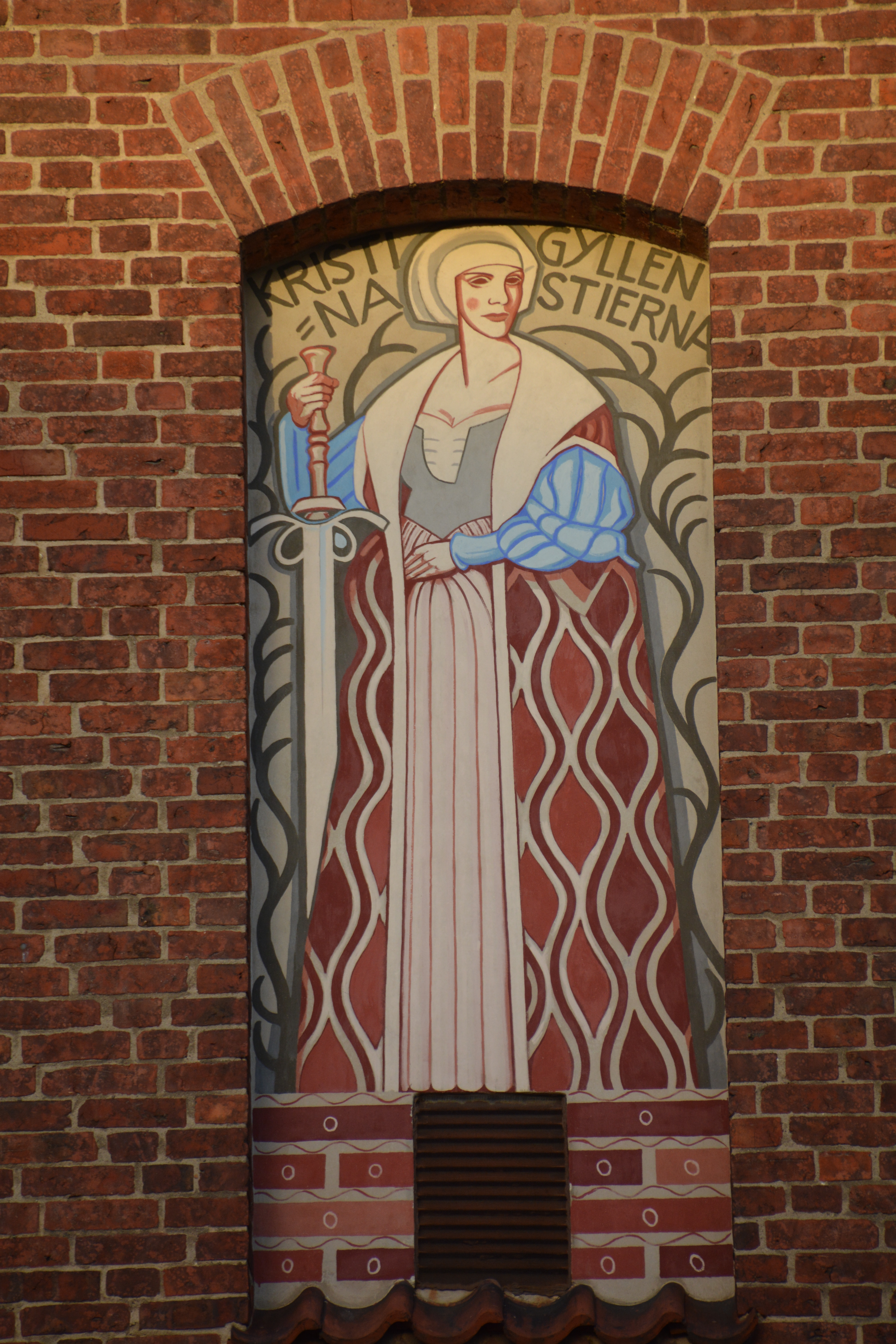
Kristina Gyllenstierna av Olle Hjortzberg
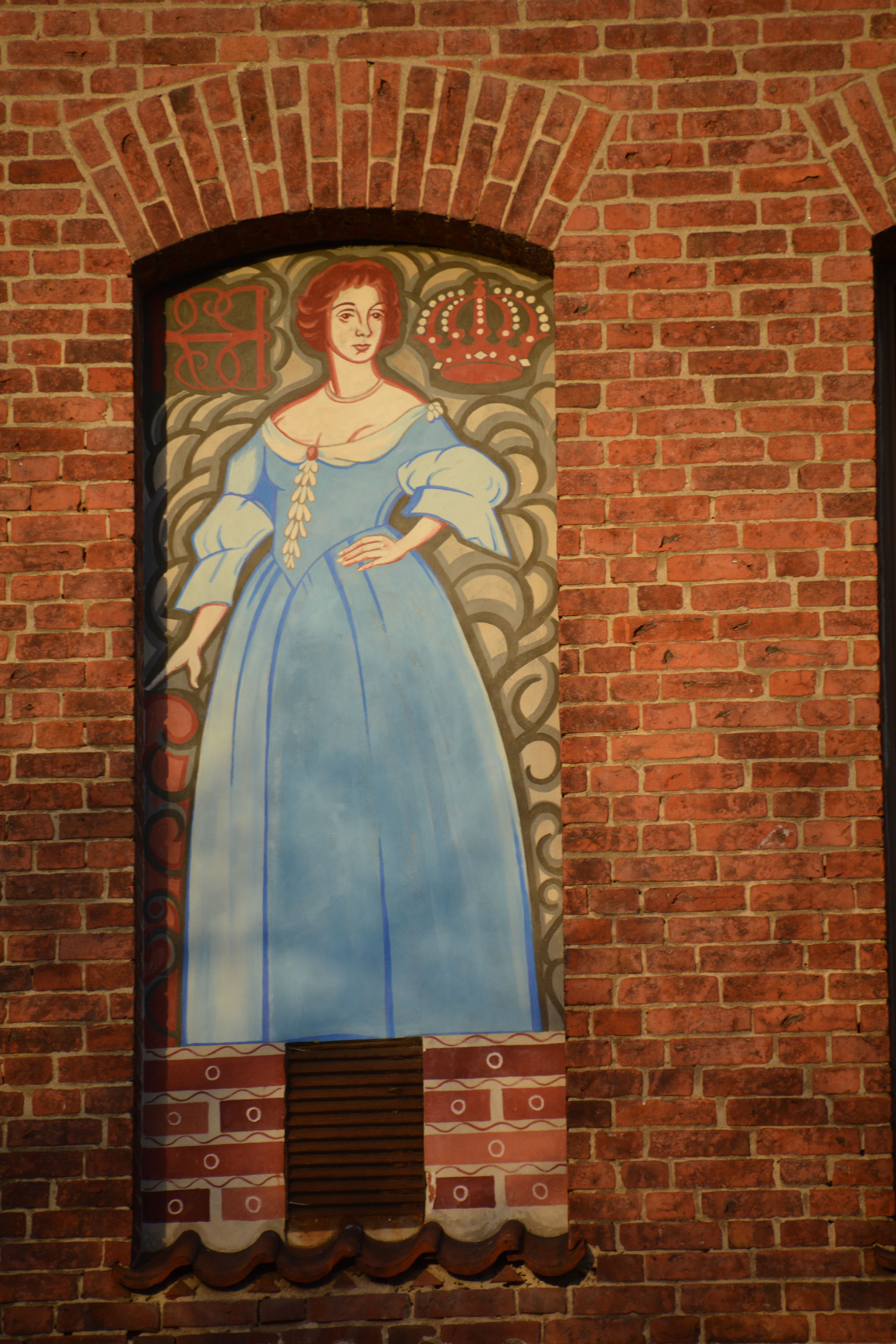
Hedvig Eleonora av Olle Hjortzberg
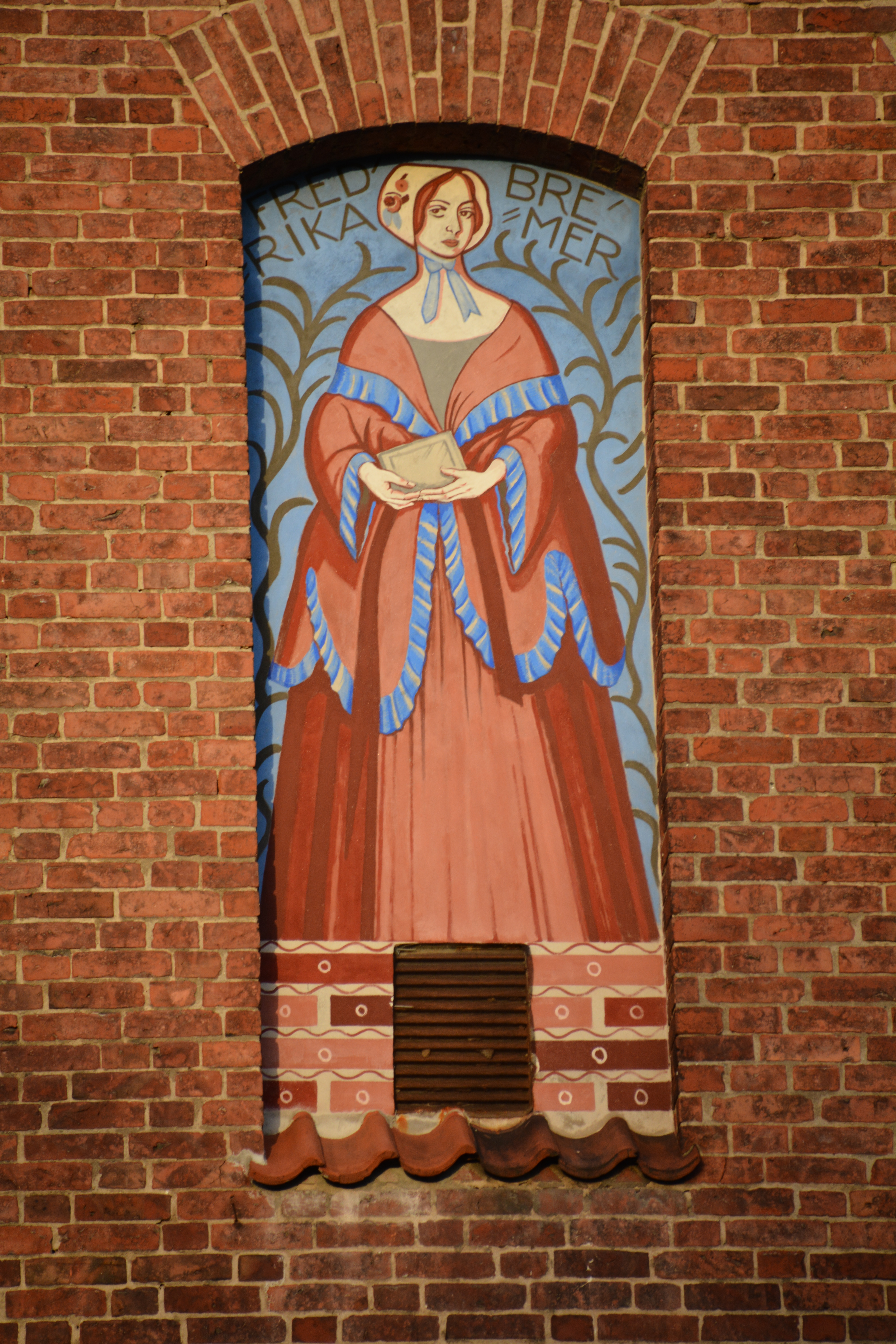
Fredrika Bremer av Olle Hjortzberg